# Ангальт-Цербст (княжество)
А́нгальт-Цербст (нем. Anhalt-Zerbst) — немецкое княжество на территории современной германской федеральной земли Саксония-Анхальт, существовавшее в период 1252—1396, 1544—1570 и 1603—1793 годов и принадлежавшее роду Асканиев. Первоначально образовалось путём деления княжества Ангальт на три княжества: Ангальт-Ашерслебен, Ангальт-Бернбург и Ангальт-Цербст.
Графство Ангальт было образовано путём наследования Генрихом I — старшим сыном герцога Саксонии Бернхарда III —  части отцовских владений в 1212 году. В 1213 году он был возведён в княжеское достоинство. В 1252 году Генрих скончался, оставив 5 сыновей, из которых двое избрали духовную карьеру, а трое других разделили Ангальт на 3 части.

## Старшая линия Ангальт-Цербст
Родоначальником старшей линии стал пятый сын Генриха I —  Зигфрид I (1230 — после 1298), получивший при разделе отцовских владений Дессау, Кётен, Косвиг и Рослау. После смерти ландграфа Тюрингии Генриха Распе в 1247 году во время Войны за тюрингское наследство захватил Саксонское пфальцграфство, предъявив на него претензии как внук по матери ландграфа Германа I Тюрингского, но позже отказался от прав на него в пользу Веттинов, получив взамен компенсацию.
Его сын, Альбрехт I (ум. в 1316 году) в 1307 году приобрёл в лен часть города Цербст (находившегося в руках маркграфов Бранденбурга), по названию которого княжество и получило название Ангальт-Цербст.
Его сыновья в 1370 году приобрели ещё и графство Линдау.
В 1396 году владения были разделены между двумя сыновьями князя Иоганна I (ум. ок. 1382): Второй сын, Альбрехт IV (ум. в 1423 году), получил во владение Кётен, стал родоначальником линии Ангальт-Цербст-Кётен, а старший, Сигизмунд I (ум. в 1405 году), получил Цербст и Дессау, став родоначальником линии Ангальт-Цербст-Дессау.

## Вторая линия Ангальт-Цербст
Вторая линия Ангальт-Цербста берёт начало в 1544 году, когда сыновья Эрнста I, князья Ангальт-Дессау, управлявшие княжеством совместно, решили поделить земли. Второму (и старшему на тот момент) сыну — Иоганну V — достался Цербст, и таким образом княжество было возрождено.
В 1570 году один из его сыновей, князь Иоахим Эрнст, объединил, в результате смерти родственников, под своей властью все ангальтские земли. Он издал новые законы для своих владений, положив начало новому государственному устройству этих земель. У него было 7 сыновей, но к моменту смерти в живых остались только пятеро, которые в 1603 году снова разделили отцовские земли на 5 княжеств. Иоганн Георг I (1567—1618) получил Ангальт-Дессау, Кристиан I (1568—1630) — Ангальт-Бернбург, Август (1575—1653) — Ангальт-Плёцкау, Людвиг (1579—1650) — Ангальт-Кётен, а Рудольф (1576—1621) — Ангальт-Цербст. Сыновья Людвига Ангальт-Кётенского умерли бездетными, а от остальных пошли 4 ветви рода — Дессауская, Бернбургская, Кётенская и Цербстская.

## Третья линия Ангальт-Цербст
Рудольф, пятый сын князя Иоахима Эрнста, получивший при разделе отцовских владений в 1603 году северную часть Ангальта со столицей в городе Цербст, стал, таким образом, родоначальником новой ветви Ангальт-Цербста.
В 1621 году Рудольфу наследовал его сын Иоганн (1621—1667). От двух из его сыновей пошли две линии рода.
Родоначальником старшей линии стал третий сын Карл Вильгельм (1652—1718). Линия угасла после смерти в 1742 году его сына, князя Иоганна Августа (1677—1742).
Младшая ветвь — Ангальт-Дорнбург — пошла от шестого сына Иоганна — Иоганна Людвига.
Его сын Кристиан Август (1690—1747) служил на прусской военной службе, причём в 1742 году получил звание генерал-фельдмаршала. В том же году он унаследовал Ангальт-Цербст после прекращения старшей линии.
Дочь Кристиана-Августа, София Августа Фредерика, была выдана замуж за наследника русского императорского престола, и в 1762 году вошла в историю под именем Екатерина II, став императрицей Российской империи.
Брат Екатерины II, Фридрих Август получил герцогский титул, однако он не оставил детей, и после его смерти в 1793 году ветвь угасла, а её владения перешли к князьям Ангальт-Бернбурга.
- Замок в Цербсте